# 道の駅香りの里たきのうえ
道の駅香りの里たきのうえ（みちのえき かおりのさとたきのうえ）は、北海道紋別郡滝上町にある国道273号の道の駅である。
周辺にはシバザクラの名所として有名な滝上公園がある。

## 主な施設
- 駐車場
  - 普通車：38台
  - 大型車：6台
  - 身障者用：2台
- トイレ（いずれも24時間利用可能）
  - 男：大 4器、小 9器
  - 女：14器
  - 身障者用：2器
- 公衆電話：1
- 公衆FAX：1
- 物産販売所
- 喫茶コーナー
- 休憩コーナー
- 芝生広場

## 休館日
- 年末年始

## アクセス
- 国道273号

## 周辺
- 滝上公園